# Ipomoea purga
Espèce
 Ipomoea purga est une espèce de plantes dicotylédones de la famille des Convolvulaceae, originaire du Mexique et d'Amérique centrale.
La racine de cette plante, connue sous le nom de « jalap », a été utilisée autrefois comme plante médicinale pour ses propriétés purgatives.

## Description
Ipomoea purga est une plante herbacée vivace, grimpante, aux tiges volubiles nombreuses, brunâtres, lisses, glabres. La racine tubéreuse est charnue, pyriforme, de taille variable (de celle d'une noix à celle d'un navet) et présente de nombreux tubercules arrondis. A l'état frais, elle est noire à l'extérieur, avec la chair blanche et laiteuse.
Les feuilles, au long pétiole, ovales à largement ovales, minces et cartacées, glabrescentes, de 5 à 11 cm de long, sont entières, hastées ou cordées à la base, acuminées ou rarement aiguës.
Les fleurs habituellement groupées par 2 ou 3, parfois isolées, ont des sépales inégaux, ovales, de 4 à 9 mm de long, obtus et cuspidés, glabres, et une corolle en entonnoir de couleur rouge-pourpre à rose-violet, dont le tube mesure 7 à 8 cm de long, et le limbe est rotacé à subcampanulé. Les étamines, au nombre de 5, présentent des filaments lisses, inégaux et plus longs que le tube de la corolle, et des anthères blanches, oblongues-linéaires et saillantes. L'ovaire, mince, compte deux loges. Le stigmate, simple, est capité et profondément sillonné. Le fruit est une capsule à 2 loges contenant chacune 2 graines.

## Taxinomie
L'espèce a été initialement décrite par le botaniste allemand Georg Wilhelm Franz Wenderoth et publiée en 1830 sous le nom de Convolvulus purga dans Pharmaceutisches Central-Blatt 1: 457, puis transférée  en 1833 dans le genre Ipomoea sous le nom d’Ipomoea purga par Friedrich Gottlob Hayne (Getreue Darstellung und Beschreibung der in der Arzneykunde Gebräuchlichen Gewächse 12: 5).

### Synonymes
Selon The Plant List (11 octobre 2019)  :
- Convolvulus officinalis Pelletan
- Convolvulus purga Wender. (basionyme)
- Exogonium purga (Wender.) Benth.
- Ipomoea schiedeana Zucc.

## Distribution
L'aire de répartition d’Ipomoea purga est limitée à certaines régions du Mexique (Centre-ouest) et à certains pays d'Amérique centrale (Costa Rica, Salvador, Guatemala, Honduras, Panamá).

## Usage médicinal abandonné
Ipomoea purga a été utilisée par les indiens du Mexique pour ses puissants effets purgatifs et découverte par les conquistadores espagnols lorsqu’ils se sont installés au Mexique. Elle a été introduite en Europe en 1565 plante médicinale et utilisée sous le nom de « jalap » pour traiter un éventail de maladies jusqu’au XIXe siècle.
La racine contient de la convolvuline, qui est un puissant cathartique. Elle est utilisée en prévention de la diarrhée, mais une forte dose provoque des vomissements, des crampes douloureuses, des nausées, et irrite les muqueuses digestives.
Ipomoea purga figure en Suisse sur la « Liste des plantes, parties de plantes et préparations à base de plantes dont l’utilisation n’est pas admise dans les denrées alimentaires » pour « Toutes les parties de la plante » de l’Ordonnance du DFI sur les denrées alimentaires d’origine végétale, les champignons et le sel comestible.
Il ne faut en aucun cas prendre de jalap.